# الوقف في الأندلس
الوقف في الأندلس بدأ منذ الفتح الإسلامي لها، فكلما فتح المسلمون مصراً أو أسسوا مدينة، أنشأوا به مسجداً، لتؤدي دورها في تعليم الدين، واتسع نطاق الأوقاف في عهد ملوك الطوائف، ثم جاء العصر المرابطي، واهتم الأمراء بالأوقاف، واحترزوا في ضبط قواعده الفقهية لبناء وتنشيط المؤسسة الوقفية، وبعد ذلك جاءت الدولة الموحدية وأولت الأوقاف عناية خاصة، كما لايقل دور مملكة غرناطة في الاهتمام بمؤسسات الوقف رعاية للمصلحة العامة، وتتصدر مجالات الأوقاف في الأندلس العناية بالمساجد، سواء ببنائها أو تجديدها وتوسيعها، أو بخدمتها، أو تسبيل المرافق لها، وساهمت المرأة الأندلسية بخدمات وقفية جليلة للعلم وطلابه من خلال وقف المساجد، والمصاحف، والمدارس، والمكتبات، وأدت المرأة الأندلسية دورها الاجتماعي باقتدار.

## نشأة الأوقاف في الأندلس
نشأ الوقف في الأندلس منذ الفتح الإسلامي للأندلس، واتضحت فكرة الوقف، القائمة على أن الأوقاف صدقة جارية، من أجل رعاية مصلحة السلطان، وتنمية ثرواته، وكفاية المحتاج، وكانت الأوقاف بالأندلس في بداية الأمر، تُدار من طرف الواقفين، أو ممن ينصِّبونه لإدارتها والنظر عليها، دون أي إشراف أو تدخل من الدولة.
وأما أول وقف في الأندلس فيعتبر مسجد الرايات الذي أسسه موسى بن نصير في الجزيرة الخضراء سنة: (90هـ)، من أوائل الأوقاف في الأندلس، وكانت هذه الجزيرة أول مدينة افتتحت في ذلك الوقت.
ثم جاء عصر الولاة في الأندلس، وتم تعيّن السمح بن مالك والياً على الأندلس من قبل الخليفة الأموي بدمشق، فميّز السمح بين أرض العنوة وأرض الصلح، وأخرج البطحاء المعروفة بالمصلى بقرب قرطبة في الخمس، وأمره الخليفة بأن يجعلها مقبرة للمسلمين من حباسة أمير المؤمنين عمر ابن عبد العزيز.
ثم بعد ذلك اتسع نطاق الأوقاف في الأندلس، نظراً لإقبال السلاطين وولاة الأمور على الوقف، وازداد عددها من قبل الناس، الأمر الذي استدعى قيام تشكيلات إدارية تُعنى بالإشراف عليه، فصدرت القوانين والأنظمة لتنظيم شؤوونه وبيان نوعه، وكيفية إدارته، بل تعددت مؤسساته كأوقاف الحوانيت والمزارع والضياع والدور.

## الأوقاف في الأندلس خلال العصرَين الأموي والعباسي
اهتم أهل الأندلس في القرون الأولى من بعد الفتح بالأوقاف، وشاركوا في تقديم العديد من الخدمات الدينية والاجتماعية والعلمية والصحية، ومنها:

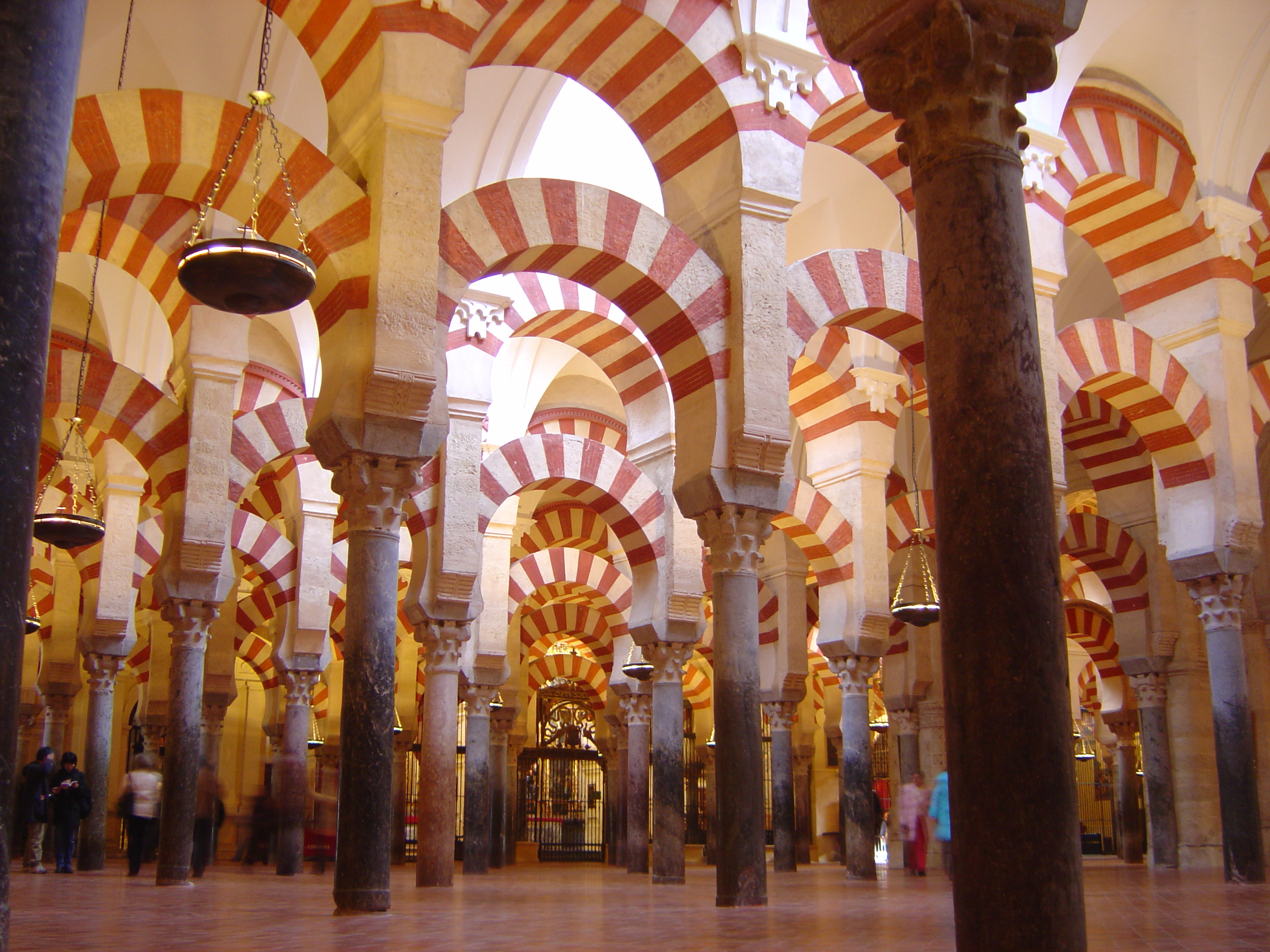
أعمدة وقناطر المسجد الجامع في قُرطُبة، إحدى آثار عصر الإمارة الأُمويَّة في الأندلُس.

الوقف على المساجد: فقد انتشرت الجوامع والمساجد في الأندلس بعد افتتاحها نهاية القرن الأول الهجري، وتنافس الأمراء في ذلك، وجلبوا أمهر المهندسين والبنائين لها، وكان الإنفاق على المساجد والمحافظة عليها في هذا العصر يتم عن بيت مال المسلمين مباشرة، أو من الأحباس الموقوفة على هذه المساجد، وممن أولى اهتمامه في هذه الحقبة ببناء المساجد والوقف عليها في الأندلس، الأمير عبد الرحمن بن معاوية بن هشام بن عبد الملك بن مروان، الذي اتجه بعد استقراره بقرطبة واستقامة أمره بها، إلى بناء المسجد الجامع بها، وأنفق فيه ثمانين ألف دينار، ومات قبل تمامه، وبنى مساجد أخرى.
وكذلك الأهالي، فقد كان الأهالي في الأندلس في عصر الأمويين والعباسيين، يوقفون كثيراً من أراضيهم وبيوتهم، أو بعض موارد دخلهم على المساجد، مثلما فعل عبد الملك بن حبيب السلمي (ت: 239هـ): فقد كان له أرض وزيتون بقرية بيرة، وهي إحدى قرى غرناطة، وكان بها مسجد قراءته، وأوقف جميع ذلك على مسجد قرطبة ومكتبته.
وفي هذا العصر كان الإنفاق على المكتبات في الأندلس بصفة عامة من ريع الأوقاف التي توقف عليها، حيث كانت الدولة تخصص لها أوقافاً معينة، ويُقدِّم لها بعض الأغنياء وأهل الخير أوقافاً تساعد في الإنفاق عليها.
وقد أنفذ الخليفة الحكم المستنصر بالله " أوقاف حوانيت السراجين بسوق قرطبة على المعلمين الذين كان قد اتخذهم لتعليم أولاد الضعفاء والمساكين بقرطبة، وأشهد القاضي محمد بن إسحاق في هذه الأوقاف يوم الجمعة لسبع خلون منه.
ومن أوقاف المستنصر أيضاً، ما أوقفه على ثغور الأندلس، وهو كافة ربع جميع ما آل إليه بالوراثة عن أبيه في جميع كور الأندلس وأقاليمها، بحيث تصرف غلات هذه الضياع عاماً بعد عام على ضعفاء أبناء الثغور، إلا أن يكون بقرطبة مجاعة فتصرف على المعوزين من أهله حتى يجبرهم الله، وجعل القبض والنظر في هذا الوقف إلى حاجبه وسيف دولته جعفر؛ وجعل دفع ذلك إلى وزيره وكاتبه عيسى بن فطيس، وأشهد الحاضرين على ذلك.

## الأوقاف في الأندلس خلال عصر الطوائف والمرابطين والموحدين
من المرجح أن الأوقاف في الأندلس اتسعت في عصر دويلات الطوائف في القرن الخامس الهجري، عما كانت عليه في القرون الماضية، بدليل أنهم فصلوها عن اختصاص القاضي وخصصوا لها وظيفة مستقلة تسمى صاحب الأوقاف، وهي من الوظائف الدينية التي يشرف عليها القاضي ويعيّن صاحبها.
واستمرت الأوقاف في النشاط بداية دولة المرابطية، ثم تراجعت في أواخر عهدها، واستغل بعض وكلاء الوقف انشغال الدولة بالحروب والصراعات واغتصبوا أموال الأوقاف، ولم تنتبه دولة المرابطية لذلك إلا بعد الحاجة إلى توسعة جامع القرويين، وأما في عهد الدولة الموحدية، فقد أولت عناية الأوقاف واعتبرتها من موارد بيت المال، كما لم يقل دور بنو نصر في الاهتمام بالأوقاف عن الموحدين، فأولوا الرعاية بها وضبطوا مؤسسات الوقف رعاية للمصلحة العامة.

## النماذج الوقفية خلال عصر الطوائف والمرابطين والموحدين
وقف العالم أبي الوليد الباجي: الذي أوقف كل كتبه على مسجد بيرة عند أبي الحكم عبد الرحمن بن الحاج اللخمي، خطيب المسجد القائم بالإشراف على مكتبة المسجد.

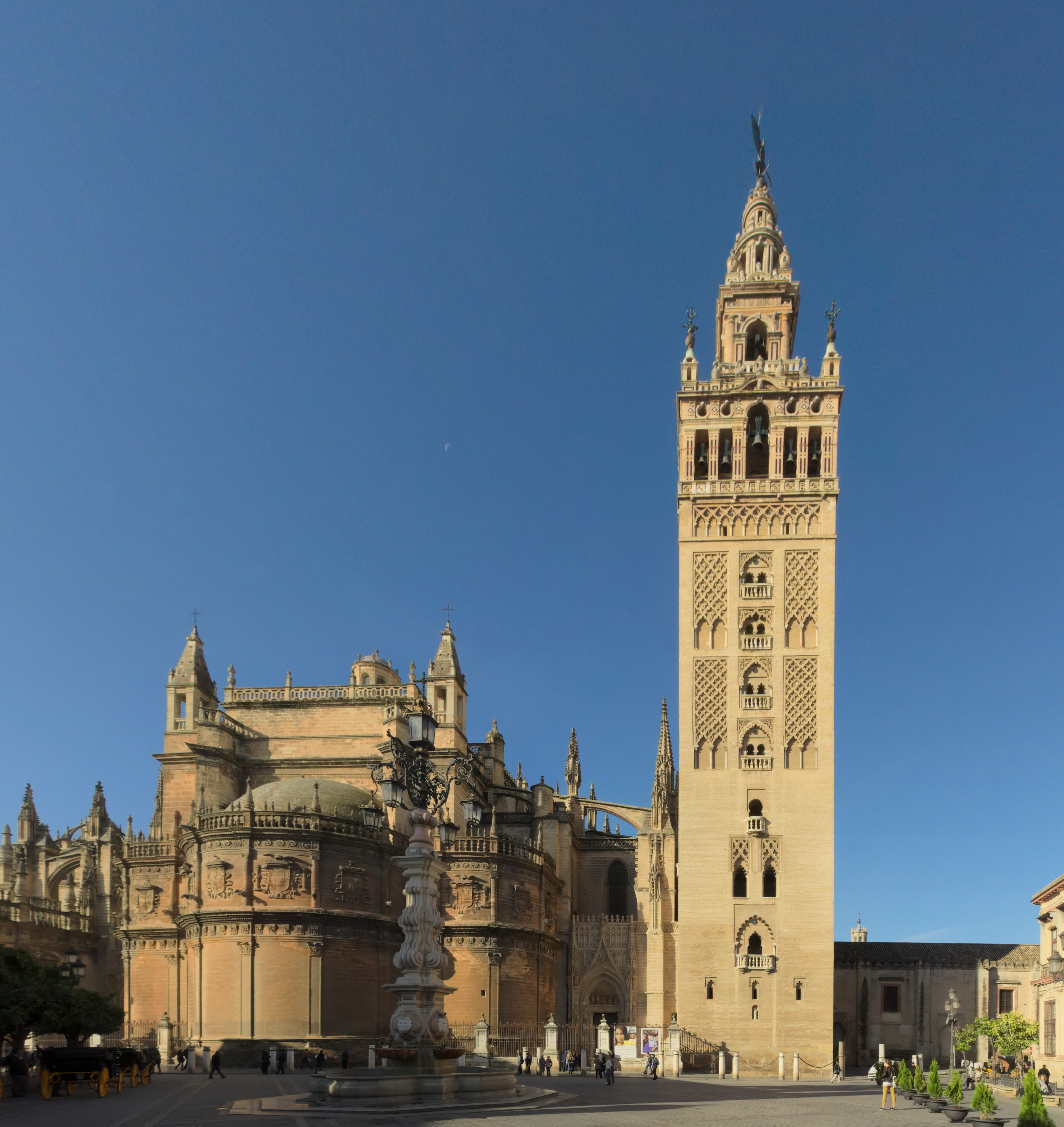
الخيرالدة، منارة إشبيلية.

وقف الزوايا: فقد كان بنو مرين يهتمون بإنشاء الزوايا والوقف عليها، فيذكر أن السلطان يعقوب بن عبد الحق المريني، قام ببناء الزوايا في الأماكن الخلوية، ووقف لها أوقافاً كثيرة، وأن معظم تلك الزوايا كانت تحتوي على مجموعة من الغرف مخصصة لسكنى الطلبة، والبعض الآخر للتدريس، علاوة على المسجد ومواضع القاصدين والغرباء.
كما اعتنى المرابطون بالمساجد عناية فائقة منذ اللحظات الأولى لقيام دولتهم، وعندما بدأت قوتهم تتقدم نحو المغرب أخذوا يشجعون على بناء المساجد في المناطق المفتوحة، وأنفق علي بن يوسف أموالاً طائلة في بناء المساجد وترميمها، ووظفوا أموالهم في سبيل بناء يذكر فيه اسم الله، فتبرعت حرم أمير المسلمين الحرة بمبلغ من المال لتوسعة بعض المساجد وترميمها".
ومن أوقاف الموحدين جامع الموحدين بإشبيلية: فقد شرع الخليفة أبو يوسف المنصور الموحدي ببنائه في شهر رمضان سنة: (567هـ)، وكان سبب بنائه أن جامع عمر بن عدبس قد ضاق بأهل إشبيلية.

## أهم الأوقاف في الأندلس خلال عصر مملكة غرناطة

### المدرسة اليوسفية
وهي أعظم مدرسة وقفية بنيت في هذا العهد بغرناطة عام: (750هـ/1349م)، بناها السلطان يوسف الأول، كما عرفت باسم المدرسة العلمية والمدرسة النصرية، بدأت بتدريس العلوم الدينية، ثم أصبحت تهتم بأكثر أنواع المعرفة والفكر، وقصدها الطلبة من سائر مناطق مملكة غرناطة، ونالت شهرة واسعة حتى أوفد عليها طلاب العلم من عدوة المغرب، ووجد المؤدبون الخاصون لأولاد السلاطين، وكانت المدرسة النصرية تعرض لائحة من الكتب مع أسماء الأساتذة الذين يقومون بتدريسها: فالقرآن يحتل الصدارة، ثم يأتي بعده كتاب الموطأ للإمام مالك.

### بيمارستان غرناطة
وقد أمر ببناء هذا المارستان أمير المسلمين بالأندلس، الغني بالله محمد بن يوسف بن إسماعيل، لضعفاء مرضى المسلمين، وقربة نافعة لرب العالمين، فكان ابتداء بنائه في العشر الوسط من شهر المحرم من عام سبع وستين وسبعمائة 767هـ وتم ما قصد إليه، ووقف الأوقاف عليه في العشر الوسط من شوال من عام ثمانية وستين وسبعمائة 768هـ.

### وقف محمد بن لب الكناني
الذي وقف جزءاً كبيراً من مكتبته الخاصة، وكان ابن لب، ذاكراً للعلوم القديمة معتنياً بها، عاكفاً عليها، وقبل وفاته أوقف داره وطائفة من كتبه على الجامع الكبير بمالقة ومكتبته.

### وقف تحبيس الشيخ أبي خنوسة وأمه
أوقف أبي خنوسة وأمه فاطمة بنت الزرهوني المؤرخة بعام: (791هـ): فقد جاء في نص الوثيقة: "بأنه إذا حدث بهما حدث الموت الذي لا بد منه، فيخرج عنهما بعد وفاتهما من ثلث متروكهما من قليل الأشياء وكثيرها، جليلها وحقيرها عقاراً كان ذلك أو غيره... ويُعطى ذلك لأول ولد يولد حياً لولدي عبد الرحمن الموصى المذكور محمد وعائشة الصغيرين الآن، ذكراً كان أو أنثى على حسب السواء بين الولدين المذكورين، ويكون ذلك وقفاً عليهما وعلى أعقابهما ما تناسلوا وامتدت فروعهم على السواء بينهم بالاعتدال.

## أوقاف المرأة المسلمة في الأندلس
تعتبر المرأة الأندلسية امتداد للأوقاف التي كانت سائدة في بلدان الإسلام الأخرى.
ولا غرابة في مبادرة النساء الأندلسيات بتقديم ألوان من المساعدات الوقفية، سواء للفقراء أو للمرضى أو لفك الأسرى، وبالتالي فقد تركت النساء الميسورات بصمتها واضحة في الميدان الخيري، لا سيما في الجانب الاجتماعي والعمارة الدينية، بالأخص بناء المساجد وصيانتها، وأوقف أوقافاً عينية على وارديها من الطلبة، أملاً في ترك صدقة جارية تحفظ أثرهن.

## أبرز نماذج وقف المرأة الأندلسية
مسجد الشفاء: لإحدى جواري الأمير عبد الرحمن بن الحكم بن هشام، وسمي (الشفاء)، باسمها، وهي إحدى جواري الأمير الذي أعتقها وتزوجها.
وقف خديجة بنت جعفر بن نصير بن التمار التميمي: زوج عبد الله بن أسد الفقيه، التي أشار إليها ابن بشكوال بقوله: "ورأيت من تحبيسها كتباً كثيرة على ابنتها ابنة أبي محمد بن أسد الفقيه".
وقف اليتامى خلال عصرَي الطوائف والمرابطين: ومن الأمثلة على ذلك: الأميرات من أسرة (بني تاشفين حكام الدولة المرابطة، كنّ يتمتعن بثراء واسع، وكَثُرَت صدقاتهن على الفقراء والمساكين واليتامى بالأندلس، ومن أمثلة ذلك: قيام الحرة حواء – عَقِب وفاة زوجها سير- بالتصدق بثلث مالها على المساكين في إشبيلية، كما أعتقت ما لديها من رقيق لوجه الله.
وقف السيدة صبح أم الخليفة هشام المؤيد: التي أمرت ببناء ساقية، ويتضح هذا الخبر أكثر من خلال الأبحاث الأثرية الحديثة التي أجريت في منطقة إشبيلية، حيث عثر على نص أثري يدل على ذلك، ويعرفنا به الباحث ليفي بروفنسال بما يلي: "أمرت ببنيان هذه السقاية السيدة أعزها الله، الوالدة أم أمير المؤمنين المؤيد بالله هشام بن الحكم...، وذلك في شهر ربيع الآخر سنة سبع وستين وثلث مائة 367هـ.

## وصلات خارجية
- دور الأوقاف في الحياة الاجتماعية في بلاد الأندلس
- دور الوقف الإسلامي في تفعيل الرعاية الصحية:(البيمارستانات في المغرب والأندلس)